# Bassin-Bleu
Bassin-Bleu este o comună din arondismentul Port-de-Paix, departamentul Nord-Ouest, Haiti, cu o suprafață de 214,83 km2 și o populație de 57.697 locuitori (2009).